# SunRail
El SunRail es un sistema de tren de cercanías que abastece a la ciudad de Orlando, Florida operado por Bombardier Technology. Inaugurado el 1 de mayo de 2014, actualmente el SunRail cuenta con 1 línea y 12 estaciones.